# Anna Croissant Rust
Anna Flora Barbara Croissant-Rust (10. prosince 1860 Bad Dürkheim – 30. července 1943 Mnichov-Pasing) byla německá spisovatelka a dramatička.

## Život
Anna Rust byla dcerou inženýra a solného inspektora Philippa Antona Rusta a jeho manželky, rozené Barbary Rieder(er). V důsledku otcova převodu přišla do Ambergu se svou rodinou v roce 1868 ve věku osmi let. Rodiče přikládali zvláštní význam jazykovému a hudebnímu vzdělání svých dcer. Lina Rust se později stala známou jako malířka v Mnichově, Agnes Rust se stala sochařkou v Ambergu.
Po otcově smrti v roce 1884 se, jako učitelka jazyků a hudby, s matkou a dvěma sestrami přestěhovala do Mnichova. Zde se jí podařilo navázat kontakty se schwabingskou uměleckou a literární scénou. Začala psát svá první díla – v letech 1887 a 1890 publikoval Michael Georg Conrad (1846–1927) její první novely ve svém měsíčníku Die Gesellschaft, který vycházel od roku 1885. Její novela Feierabend byla chválena jako mistrovské dílo naturalismu, ale byla také ostře kritizována ostatními stranami. Následovaly další příběhy a novely, které osvětlovaly maloburžoazní selské prostředí. Byla jedinou ženou, která byla přijata do Conradova Gesellschaft für modernes Leben. Zde se seznámila s Oskarem Panizzou (1853–1921) a od roku 1891 se stala redaktorkou jejich časopisu Modernes Leben. Zde se jí dostalo uznání a inspirace. Byla blízkou přítelkyní Otta Julia Bierbauma (1865–1910) od roku 1890 až do jeho smrti v roce 1910.
R. 1888 se provdala za svou dětskou lásku, inženýra a dělostřeleckého důstojníka Hermanna Croissanta. Skrze něj byla spřízněna sňatkem se spisovatelem a básníkem Eugenem Croissantem (1862–1918). Pár se přestěhoval do Ludwigshafenu v roce 1895, kde byl její manžel pověřen řízením plynárny. Tato doba v průmyslovém městě jí podle vlastních vyjádření připadala tísnivá a vůbec ne inspirativní. Proto se po odchodu manžela v roce 1905 vrátili do Pasingu, kde se jejich dům opět stal středem zájmu kruhu přátel. Kritici uvítali její nové tvůrčí období, které trvalo od roku 1906 do roku 1921, ale neuspěla u široké veřejnosti. Poté se spisovatelka odmlčela.
Anna Croissant-Rust zemřela ve věku 82 let 30. července 1943 v Mnichově-Pasing, kde bydlela ve Villa Maria-Eich-Straße 49, a byla pohřbena na rodinném pozemku na hřbitově v Pasingu.

## Dílo

### Próza
- Das Kind – 1887
- Feierabend. Eine Münchner Arbeiter-Novelle – 1890
- Gedichte in Prosa – 1893
- Lebensstücke, ein Novellen- und Skizzenbuch – 1896
- Pimpernellche. Pfälzer Geschichten – 1901
- Aus unseres Herrgotts Tiergarten. Geschichten von sonderbaren Menschen und verwunderlichem Getier – 1906
- Die Nann. Ein Volks-Roman – 1906
- Winkelquartett. Eine komische Kleinstadtgeschichte – 1908
- Felsenbrunner Hof. Eine Gutsgeschichte – 1910
- Arche Noah. Novellen – 1911
- O. J. Bierbaum zum Gedächtnis – 1912
- Nikolaus Nägele und andere Novellen – Leipzig: s. n., 1914
- Der Tod. Ein Zyklus in 17 Bildern. Illustr. v. Willi Geiger – München, G. Müller, 1914
- Die alte Wirtin – 1916
- Kaleidoskop – 1921
- Unkebunk. Ein Roman aus den achtziger Jahren – 1921
- Antonius der Held – 1933
- Das war mein Weg – In: Münchner Zeitung. 1935/1936, Beilage Die Propyläen, Nr. 20
- Geschichten. Mit einer Einführung in Leben und Werk – Hrsg. v. Rolf Paulus. 1987

### Drama
- Der standhafte Zinnsoldat. Drama – 1896
- Der Bua, oberbayrisches Volksdrama – 1897

### V češtině
- Posvícení – přeložila Karla Jelínková; in: 1000... nejkrásnějších novel č. 71. Praha: J. R. Vilímek, 1914